# Martin Reincke
Martin Reincke (* 3. Juni 1959) ist ein deutscher Internist, Endokrinologe und Hochschullehrer. Er ist seit 2004 C4‐Professor für Innere Medizin mit Schwerpunkt Endokrinologie und Direktor der Medizinischen Klinik Innenstadt (jetzt Medizinische Klinik und Poliklinik IV) der Ludwig-Maximilians-Universität in München.

## Werdegang
Marin Reincke studierte ab 1978 Medizin an den Universitäten Heidelberg und Köln. 1985 erhielt er die ärztliche Approbation. 1986 wurde er in Köln zum Dr. med. promoviert. Von 1985 bis 1990 arbeitete er am dortigen Universitätsklinikum in der Medizinischen Klinik II unter der Leitung von Werner Kaufmann, 1991 als Gastforscher an den National Institutes of Health in Bethesda (Maryland). 1992 wechselte er gemeinsam mit Bruno Allolio an die Medizinische Klinik der Universitätsklinik Würzburg (Direktor: Kurt Kochsiek), Schwerpunkt Endokrinologie und Diabetologie. Reincke erhielt 1994 und 1995 die Facharztanerkennungen für Innere Medizin und Endokrinologie und habilitierte sich 1995 bei Kochsiek mit der Arbeit Klinische, biochemische und molekularbiologische Untersuchungen zur Symptomatik, endokrinen Aktivität und Pathogenese von Nebennierenrindentumoren. Von 1998 bis 2004 war er C3-Professor für Endokrinologie und Diabetologie an der Medizinischen Universitätsklinik II in Freiburg. Martin Reincke erhielt 2004 den Ruf auf die C4-Professur für Innere Medizin mit dem Schwerpunkt Endokrinologe der  Ludwig‐Maximilians‐Universität (LMU) München und ist seitdem Direktor der Medizinischen Klinik Innenstadt (jetzt Medizinische Klinik und Poliklinik IV).

## Forschungsschwerpunkte
Die Forschungsschwerpunkte von Prof. Reincke liegen in den Bereichen Nebennierenerkrankungen, Morbus Cushing, Kardiovaskuläre Endokrinologie, Bluthochdruck und Mineralkortikoide/Regulierung des Kalium‐Natrium‐Gleichgewichts.

## Auszeichnungen und verliehene Mitgliedschaften (Auswahl)
- Schoeller-Junkmann-Preis, 1995
- Mitgliedschaft, Deutsche Akademie der Naturforscher Leopoldina, 2007[4]
- Preis für Gute Lehre, Bayerisches Staatsministerium für Bildung, Kultus, Wissenschaft und Kunst, 2014[5]